# Бордел
Јавна кућа, бордел или куплерај место је где људи ступају у сексуалну активност с проституткама, које се понекад називају сексуалним радницама. Технички, било које просторије где се проституција дешава обично се квалификују као бордел. Међутим, због правних или културних разлога, објекти су понекад познати као салони за масажу, барови, стриптиз клубови, студији и сл. Сексуални рад у борделу сматра се сигурнијим од уличне проституције.

## Правни статус
Ставови према проституцији и начинима на које (ако) би требало да се регулише значајно варирају и мењају се с временом. Једно од питања је да ли би рад бордела требало да буде легалан, и ако би — које прописе да испуњава.
Генерална скупштина ОУН је 2. децембра 1949. године усвојила Конвенцију о сузбијању трговине људима и експлоатације проституције других. Конвенција је постала ефективна 25. јула 1951. године и до децембра 2013. ратификовале су је 82 државе. Циљ је био борба против проституције која се сматра „некомпатибилном с дигнитетом и вредношћу човека”. Потписници су се сложили да се укине регулација појединачних проститутки те да се забране бордели и проксенетизам. Неке земље које нису учествовале у усвајању конвенције такође забрањују проституцију односно рад бордела.
Разне комисије ОУН, како год, имају различите ставове по овом питању. На пример, Заједнички програм Уједињених нација за ХИВ/АИДС (UNAIDS) који је 2012. године представио Бан Ки-Мун и који је добио подршку од UNDP-а — препоручује декриминализацију бордела и проксенетизма.
У Европској унији нема јединствене политике нити консензуса за овај проблем; закони увелико варирају од земље до земље. Холандија и Немачка имају најлибералније политике; у Шведској (и Норвешкој и Исланду ван ЕУ) илегална је ’куповина’ а не и ’продаја’ секса; у већини бивших комунистичких земаља закон није био наклоњен проституцији; у земљама као што је Уједињено Краљевство, Ирска и Француска сам чин проституције није илегалан али навођење, свођење и бордели јесу, тако да је тешко бити укључен у проституцију без кршења неког закона. Европски женски лоби (EWL) осуђује проституцију као „нетолерантну форму мушког насиља” и подржава „шведски модел”.
У фебруару 2014, чланови Европског парламента гласали су при усвајању необавезујуће резолуције (која је добила подршку од 343 гласа за наспрам 139 против; 105 је било уздржаних) у корист „шведског модела” криминализације куповине али не и продаје секса.
Проституција и деловање бордела илегални су у много земаља, с тим да се илегални бордели некад толеришу или закони не спроводе стриктно. Такве ситуације постоје у многим деловима света, али регион који је највише повезује са овим политикама је Азија. Када су бордели илегални, без обзира на ово могу да раде под завесом законитог посла — нпр. салони за масажу, сауне или спа центри.
У другим местима, сама проституција може да буде легална али многе повезане активности (као што је вођење бордела, свођење и навођење на проституцију на јавним местима) илегалне, често стварајући људима потешкоће да се укључе у проституцију без кршења неког од закона. Овакво стање је, примера ради, у Уједињеном Краљевству, Италији и Француској.
У неколико земаља, проституција и рад бордела јесте легалан и под контролом. Степен регулације значајно варира од земље до земље. Већина ових земаља дозвољава борделе, ако ништа у теорији, пошто се исти сматрају мање проблематичним од уличне проституције. У неким деловима Аустралије бордели су законити. Управљање укључује контроле планирања и потребе лиценцирања/регистрације, с тим да могу постојати и друге рестрикције. Како год, постојање лиценцираних бордела не онемогућава илегалне борделе од њиховог деловања. Према извештају у аустралијском Дејли телеграфу, илегални бордели у Сиднеју године 2009. надмашили су лиценциране у односу четири напрема један; с друге стране, у Квинсленду само 10% проституције отпада на лиценциране борделе, а остатак се или не контролише или је илегалан.
Холандија има једну од најлибералнијих политика за проституцију на свету, те привлачи сексуалне туристе из много других земаља. Амстердам је добро познат по својим четвртима црвених фењера и као дестинација за секс туризам. Немачка такође има веома либералне законе о проституцији. Највећи бордел у Европи је Паша у Келну. Иако је Хотел „Дима” у Бјуту (Монтана) легално радио од 1890. до 1982. године, бордели су тренутно илегални у САД — осим у руралној Невади; проституисање ван ових лиценцираних бордела је илегално на територији државе. Сви облици проституције су илегални у округу Кларк (Невада), у којем се налази метрополитенско подручје Лас Вегас — Парадајс.

## Секс лутке
Одређен број бордела који нуде само секс лутке постоји у Јапану. Такође постоји један у Барселони, а Бордол се недавно отворио у Немачкој.